# Škoda Š-I-j
Škoda Š-I-j byl československý tančík navržený v 30. letech 20. století pro jugoslávskou armádu.

## Historie
Ve 30. letech začala Jugoslávie modernizovat svoje tankové síly sestávající ze zastaralých tanků Renault FT a M-28. Začalo proto jednání s Československem a Polskem, bylo uvažováno i o nákupu tanků ze Sovětského svazu, ale k tomu pravděpodobně z politických důvodů nedošlo. Jednání s Československem bylo úspěšné, a tak bylo rozhodnuto o zakoupení osmi kusů tančíku Š-I-D. Ten se však ukázal díky slabému pancíři a špatnému podvozku jako nevyhovující. Jugoslávská armáda se proto obrátila na Škodu s požadavkem tančíku se silnějším pancéřováním, výzbrojí a vylepšeným podvozkem. Nový stroj Š-I-j byl v březnu roku 1939 ukázán jugoslávské delegaci, která o něj jevila zájem. Do Jugoslávie byl poslán prototyp. Ten byl však bez zpětné vazby poslán zpátky, kde jej už zabavili Němci. Co se s jediným prototypem stalo potom, není známo.